# 180-та мотострілецька дивізія (СРСР)
180-та мотострілецька Київська Червонопрапорна орденів Суворова і Кутузова дивізія (180 МСД, в/ч 28907) — колишня мотострілецька дивізія Радянської армії, яка існувала від 1957 до 1989 року. Створена 17 травня 1957 року, як 88-ма мотострілецька дивізія на основі 14-ї стрілецької дивізії у місті Білгород-Дністровський, Одеська область. Дивізія мала статус кадрованої, тому була укомплектована особовим складом і технікою лише на 16% (2000 осіб) від штатної чисельності. Від 17 листопада 1964 року перейменована на 180-ту мотострілецьку дивізію. Від 1 грудня 1989 перетворена на 5775-ту базу зберігання майна, але вочевидь це було відкладено щонайменше до 1991 року.

## Історія
Створена 17 травня 1957 року, як 88-ма мотострілецька дивізія на основі 14-ї стрілецької дивізії у місті Білгород-Дністровський, Одеська область.
Реорганізація 19 лютого 1962 року:
- створено 276-й окремий ремонтно-відновлювальний батальйон
- створено 244-й окремий ракетний дивізіон

Від 17 листопада 1964 року перейменована на 180-ту мотострілецьку дивізію.
У 1968 році 33-й окремий саперний батальйон перейменовано на 33-й окремий інженерно-саперний батальйон.
Реорганізація від 15 листопада 1972 року:
- створено 1303-й окремий протитанковий артилерійський дивізіон
- 00 окремий реактивний артилерійський дивізіон - включений до складу артилерійського полку в травні 1980

У 1980 році 000 окремий автомобільний транспортний батальйон було перейменовано на 1041-й окремий батальйон матеріального забезпечення.
Від 1 грудня 1989 перетворена на 5775-ту базу зберігання майна, але вочевидь це було відкладено щонайменше до 1991 року.
В січні 1992 року перейшла під юрисдикцію України.

## Структура
Протягом історії з'єднання його стурктура та склад неодноразово змінювались.

### 1960
- 42-й мотострілецький полк (Білгород-Дністровський, Одеська область)
- 325-й мотострілецький полк (Білгород-Дністровський, Одеська область)
- 326-й мотострілецький полк (Білгород-Дністровський, Одеська область)
- 166-й танковий полк (Шабо, Одеська область)
- 136-й артилерійський полк (Білгород-Дністровський, Одеська область)
- 134-й зенітний артилерійський полк (Білгород-Дністровський, Одеська область)
- 104-й окремий розвідувальний батальйон (Білгород-Дністровський, Одеська область)
- 33-й окремий саперний батальйон (Білгород-Дністровський, Одеська область)
- 866-й окремий батальйон зв'язку (Білгород-Дністровський, Одеська область)
- 000 окрема рота хімічного захисту (Білгород-Дністровський, Одеська область)
- 00 окремий санітарно-медичний батальйон (Білгород-Дністровський, Одеська область)
- 000 окремий автомобільний транспортний батальйон (Білгород-Дністровський, Одеська область)

### 1970
- 42-й мотострілецький полк (Білгород-Дністровський, Одеська область)
- 325-й мотострілецький полк (Білгород-Дністровський, Одеська область)
- 326-й мотострілецький полк (Білгород-Дністровський, Одеська область)
- 166-й танковий полк (Шабо, Одеська область)
- 136-й артилерійський полк (Білгород-Дністровський, Одеська область)
- 134-й зенітний артилерійський полк (Білгород-Дністровський, Одеська область)
- 244-й окремий ракетний дивізіон (Білгород-Дністровський, Одеська область)
- 104-й окремий розвідувальний батальйон (Білгород-Дністровський, Одеська область)
- 33-й окремий інженерно-саперний батальйон (Білгород-Дністровський, Одеська область)
- 866-й окремий батальйон зв'язку (Білгород-Дністровський, Одеська область)
- 000 окрема рота хімічного захисту (Білгород-Дністровський, Одеська область)
- 276-й окремий ремонтно-відновлювальний батальйон (Шабо, Одеська область)
- 00 окремий санітарно-медичний батальйон (Білгород-Дністровський, Одеська область)
- 000 окремий автомобільний транспортний батальйон (Білгород-Дністровський, Одеська область)

### 1980
- 42-й мотострілецький полк (Білгород-Дністровський, Одеська область)
- 325-й мотострілецький полк (Білгород-Дністровський, Одеська область)
- 326-й мотострілецький полк (Білгород-Дністровський, Одеська область)
- 166-й танковий полк (Шабо, Одеська область)
- 136-й артилерійський полк (Білгород-Дністровський, Одеська область)
- 134-й зенітний ракетний полк (Білгород-Дністровський, Одеська область)
- 244-й окремий ракетний дивізіон (Білгород-Дністровський, Одеська область)
- 1303-й окремий протитанковий артилерійський дивізіон (Білгород-Дністровський, Одеська область)
- 104-й окремий розвідувальний батальйон (Білгород-Дністровський, Одеська область)
- 33-й окремий інженерно-саперний батальйон (Білгород-Дністровський, Одеська область)
- 866-й окремий батальйон зв'язку (Білгород-Дністровський, Одеська область)
- 000 окрема рота хімічного захисту (Білгород-Дністровський, Одеська область)
- 276-й окремий ремонтно-відновлювальний батальйон (Шабо, Одеська область)
- 00 окремий медичний батальйон (Білгород-Дністровський, Одеська область)
- 1041-й окремий батальйон матеріального забезпечення (Білгород-Дністровський, Одеська область)

### 1988
- 42-й мотострілецький полк (Білгород-Дністровський, Одеська область)
- 325-й мотострілецький полк (Білгород-Дністровський, Одеська область)
- 326-й мотострілецький полк (Білгород-Дністровський, Одеська область)
- 166-й танковий полк (Шабо, Одеська область)
- 136-й артилерійський полк (Білгород-Дністровський, Одеська область)
- 134-й зенітний ракетний полк (Білгород-Дністровський, Одеська область)
- 244-й окремий ракетний дивізіон (Білгород-Дністровський, Одеська область)
- 1303-й окремий протитанковий артилерійський дивізіон (Білгород-Дністровський, Одеська область)
- 104-й окремий розвідувальний батальйон (Білгород-Дністровський, Одеська область)
- 33-й окремий інженерно-саперний батальйон (Білгород-Дністровський, Одеська область)
- 866-й окремий батальйон зв'язку (Білгород-Дністровський, Одеська область)
- 000 окрема рота хімічного захисту (Білгород-Дністровський, Одеська область)
- 276-й окремий ремонтно-відновлювальний батальйон (Шабо, Одеська область)
- 00 окремий медичний батальйон (Білгород-Дністровський, Одеська область)
- 1041-й окремий батальйон матеріального забезпечення (Білгород-Дністровський, Одеська область)

## Розташування
- Штаб дивізії (Білгород-Дністровський): 46 11 20N, 30 21 18E
- Білгород-Дністровські казарми A: 46 10 57N, 30 20 46E
- Білгород-Дністровські казарми B: 46 11 15N, 30 21 27E
- Шабські казарми: 46 08 22N, 30 22 30E

## Оснащення
Оснащення на 19.11.90 (за умовами УЗЗСЄ):
- 42-й мотострілецький полк: 10 Т-64, 4 БМП-1, 2 БРМ-1К, 12 122-мм гаубиця Д-30, 23 2С12 «Сані», 5 БМП-1КШ, 3 Р-145БМ, 2 РХМ, 2 БРЕМ-2 та 15 МТ-ЛБТ
- 325-й мотострілецький полк: 10 Т-64, 13 Т-54, 2 БМП-2, 14 БМП-1, 10 БРМ-1К, 5 БТР-70, 14 122-мм гаубиця Д-30, 12 2С12 «Сані», 1 БМП-1КШ, 3 Р-145БМ та 13 МТ-ЛБТ
- 326-й мотострілецький полк: 10 Т-64, 4 БМП-1, 2 БРМ-1К, 12 122-мм гаубиця Д-30, 12 2С12 «Сані», 3 Р-145БМ та 13 МТ-ЛБТ
- 166-й танковий полк: 31 Т-64, 3 БМП-2, 11 БМП-1, 2 БРМ-1К, 12 122-мм гаубиця Д-30, 5 БМП-1КШ, 3 Р-145БМ та 13 МТ-ЛБТ
- 136-й артилерійський полк: 12 БМ-21 «Град», 3 1В18, 1 1В19 та 1 ПРП-3
- 134-й зенітний ракетний полк: ЗРК «Куб» (SA-6)
- 1303-й окремий протитанковий артилерійський дивізіон: 21 МТ-ЛБТ
- 104-й окремий розвідувальний батальйон: нема
- 866-й окремий батальйон зв'язку: 8 Р-145БМ
- 33-й окремий інженерно-саперний батальйон: 3 УР-67, 2 МТ-55А та 5 МТУ-20